# Normativ etik
Normativ etik är ett område inom moralfilosofi eller etik. Den normativa etiken undersöker vilken moral som är den rätta eller mest välgrundade. Den söker anvisa individen rätt handling eller handlingsprincip.
Normativ etik kan ses som ett av tre delområden inom den filosofiska etiken, jämte metaetik där teoretiska frågor om vad de normativa uttalandena egentligen handlar om diskuteras och tillämpad etik, där man söker applicera ställningstaganden inom normativ etik på konkreta problem. 
Den normativa etiken inom västerländsk filosofi har fått viktiga bidrag från Aristoteles (dygdetik, den gyllene medelvägen), Epikuros (hedonism) och Platon. Andra filosofer som ses som historiskt viktiga i normativ etik är Thomas av Aquino, Baruch Spinoza, Thomas Hobbes och John Locke (kontraktsetik), David Hume (Humes lag), Immanuel Kant (det kategoriska imperativet, pliktetik), Jeremy Bentham och John Stuart Mill (utilitarism) samt Robert Nozick (nyliberal förespråkare av rättighetsetik). Ayn Rand tillhör även dessa (objektivism)
Viktiga strömningar inom normativ etik är i delvis överlappande kronologisk ordning dygdetik, kontraktsetik, den teleologiska utilitarismen och de deontologiska strömningarna pliktetik och rättighetsetik, etisk egoism samt omsorgsetik (som av vissa betraktas som en specialvariant av dygdetik). 